# Jan Schaeferpad
Het Jan Schaeferpad is een voet- en bijbehorend fietspad in Amsterdam-Zuidoost.
De gemeente Amsterdam vernoemde twee objecten binnen de Basisregistratie Adressen en Gebouwen (BAG) naar Jan Schaefer. Er is de Jan Schaeferbrug en het Jan Schaeferpad, benoemd op 11 juli 2000. De politicus bemoeide zich een belangrijk deel van zijn leven met stadsvernieuwing, zowel op plaatselijk als landelijk niveau. De brug is gelegen in Amsterdam-Centrum; het pad in Amsterdam-Zuidoost.
Het pad is een van de voet- en fietspaden die de wijk Gein van noord naar zuid doorsnijden. Het maakt deel uit van de gescheiden verkeersstromen die hier door de gemeente toegepast is. Echter anders dan elders in Zuidoost liggen de wegen voor die verkeerstromen hier gelijkvloers. Het Jan Schaeferpad begint in het gedeelte van het Gaasperpark dat ten zuiden van de Gaasperplas ligt. Het loopt vervolgens zuidwaarts door buurten die vernoemd zijn naar verzetsstrijders. Het steekt daarbij middels brug 1479 een afwateringstocht over en voert dan onder de Maria Snelmetrobrug. Daarna gaat het over brug 1462 de buurt in met straten die vernoemd zijn naar wethouders. Het Jan Schaeferpad eindigt op het Steengroevenpad bij een waterweg die de gemeentegrens vormt tussen Amsterdam en de De Ronde Venen (Hollandsche Kade). Dat gebied is een corridor tussen recreatieparken De Hoge Dijk en Gaasperzoom.
In tegenstelling tot hetgeen zijn eerder genoemde vakgebied doet vermoeden, staat aan het pad geen enkel gebouw; er zijn geen adressen aan het pad, dat derhalve ook geen postcode heeft. Bijzonder aan het pad is dat op de naambordjes zijn wellicht bekendste uitspraak is genoteerd: "In gelul kan je niet wonen".